# سمفونی نهم (فیلم)
سمفونی نهم فیلمی به کارگردانی محمدرضا هنرمند، نویسندگی محمدرضا هنرمند و حامد افضلی و به تهیه‌کنندگی زینب تقوایی محصول سال ۱۳۹۷ می‌باشد. این فیلم برای اولین بار در سی و هفتمین دوره جشنواره فیلم فجر به نمایش درآمد.
این فیلم تازه‌ترین فیلم محمدرضا هنرمند در مقام کارگردان پس از فیلم عزیزم من کوک نیستم که ۱۷ سال پیش از این فیلم ساخته شده‌است، سمفونی نهم در تاریخ ۸ آبان ۱۳۹۸ در سینماهای ایران اکران شده‌است.
در فیلم سمفونی نهم، برای نخستین‌بار چهره کوروش بزرگ ، پادشاه هخامنشی در سینمای ایران به تصویر کشیده شد. فیلم به روزهای پایانی زندگی کورش بزرگ و نیز فرزندش بردیا می‌پردازد.

## خلاصه داستان
راحیل یک جراح است و همسرش را در حین عمل جراحی از دست داده‌است. او تصمیم می‌گیرد تا جنازه همسرش را بدزدد و او را طبق وصیتش در یک روستای دور افتاده، در کنار پدر و مادرش به خاک بسپارد، کاری که خانوادهٔ همسر با آن موافق نیست. راحیل در میانهٔ راه با ملک الموت روبرو می‌شود و می‌فهمد که دیگر فرصتی برای انجام خواستهٔ همسرش ندارد. اما ملک الموت به جای قبض روح راحیل، عاشق او می‌شود و …

## بازیگران
| بازیگر          | نقش                  |
| --------------- | -------------------- |
| مهرداد صدیقیان  | شاهزاده بردیا        |
| علیرضا کمالی    | کوروش بزرگ           |
| حمید فرخ‌نژاد    | نویسنده/ ملک الموت   |
| ساره بیات       | راحیل                |
| محمدرضا فروتن   | کامبیز امینی         |
| هدی زین‌العابدین | رابعه بلخی           |
| داریوش رشادت    | حارث                 |
| پوریا تهرانی    | بکتاش                |
| پژمان بازغی     | امیرکبیر             |
| الهام نامی      | عزت‌الدوله            |
| حسن شیرزاد      | حاج علی خان فراشباشی |
| حمیدرضا مولانا  | آدولف هیتلر          |
| مارین ون هولک   | اوا براون            |
| منوچهر آذر      | ارشد ملک الموت       |

## جشنواره‌ها

### سی و هفتمین دوره جشنواره فیلم فجر
| قسمت                       | نامزد          | نتیجه    |
| -------------------------- | -------------- | -------- |
| بهترین تدوین               | محمدرضا مویینی | نامزدشده |
| بهترین صداگذاری            | حسین ابوالصدق  | نامزدشده |
| بهترین طراحی لباس          | مشکین مهرگان   | نامزدشده |
| بهترین چهره‌پردازی          | مجید اسکندری   | نامزدشده |
| بهترین جلوه‌های ویژه میدانی | ایمان کرمیان   | نامزدشده |